# Vineri 13: Un nou început
Vineri 13: Un nou început (titlu original: Friday the 13th: A New Beginning) este un film american din 1985 regizat de Danny Steinmann.

## Distribuție
- John Shepherd - Tommy Jarvis
  - Corey Feldman - Tommy Jarvis (la 12 ani)
- Melanie Kinnaman - Pam Roberts
- Shavar Ross - Reggie "The Reckless" Winter
- Dominick Brascia - Joey Burns
- Richard Young - Dr. Matthew Letter
- Marco St. John - Sheriff Cal Tucker
- Juliette Cummins - Robin Brown
- Carol Locatell - Ethel Hubbard
- Vernon Washington - George Winter
- John Robert Dixon - Eddie Kelso
- Jerry Pavlon - Jake Patterson
- William Caskey Swaim - Duke Johnson
- Mark Venturini - Vic Faden
- Anthony Barrile - Vinnie Manalo
- Tiffany Helm - Violet Moraine
- Richard Lineback - Deputy Dodd
- Suzanne Bateman - Nurse Yates
- Bob DeSimone - Billy Macauley
- Jere Fields - Anita Robb
- Ric Mancini - Mayor Cobb
- Corey Parker - Pete Linley
- Rebecca Wood - Lana Ardsley
- Ron Sloan - Junior Hubbard
- Debi Sue Voorhees - Tina McCarthy
- Miguel A. Núñez Jr. - Demon Winter
- Dick Wieand - Roy Burns
- Tom Morga - Jason Voorhees / Roy Burns (cu mască)
- Todd Bryant - Neil Coke
- Curtis Conaway - Les Lesaned
- Sonny Shields - Raymond Joffroy
- Eddie Matthews - Deputy #2
- Chuck Wells - Deputy #3
- Kimberley Beck - Trish Jarvis, nemenționat
- Joan Freeman - Tracy Jarvis, nemenționat